# チャーチ・アベニュー駅 (BMTブライトン線)
チャーチ・アベニュー駅（英語: Church Avenue）はブルックリン区のチャーチ・アベニューと東18丁目交差点に位置するニューヨーク市地下鉄BMTブライトン線の駅である。B系統が平日のみ、Q系統が終日停車する。

## 歴史
駅は1878年に開業した際は相対式ホーム2面2線だった。現在とは異なりチャーチ・アベニューの南にあったが、1919年に現在の位置に移設され、翌1920年にマンハッタン区方面への列車が停車するようになった。
1964年から1965年にかけて、駅のホームは615フィートに延伸された。その後、1981年にMTAは地下鉄内で最も老朽化した69駅のうちの1駅に当駅をリストアップした。翌1982年より駅は改装されている。
2020年-2024年のMTA投資計画では駅のバリアフリー化としてエレベーターの設置が計画されている。

## 駅構造
| G          | 地上階                                     | 出入口                                                                                      |
| G          | 駅舎                                       | 改札、駅員詰所、メトロカード券売機                                                          |
| P ホーム階 | 北行緩行線                                 | ← 96丁目駅行き（パークサイド・アベニュー駅）                                                |
| P ホーム階 | 島式ホーム、到着番線に応じた側のドアが開く |                                                                                             |
| P ホーム階 | 北行急行線                                 | ← 平日：145丁目駅行き、ベッドフォード・パーク・ブールバード駅行き（プロスペクト・パーク駅） |
| P ホーム階 | 南行急行線                                 | → 平日：ブライトン・ビーチ駅行き（ニューカーク・プラザ駅） →                                |
| P ホーム階 | 島式ホーム、到着番線に応じた側のドアが開く |                                                                                             |
| P ホーム階 | 南行緩行線                                 | → コニー・アイランド-スティルウェル・アベニュー駅行き（ビバリー・ロード駅） →               |

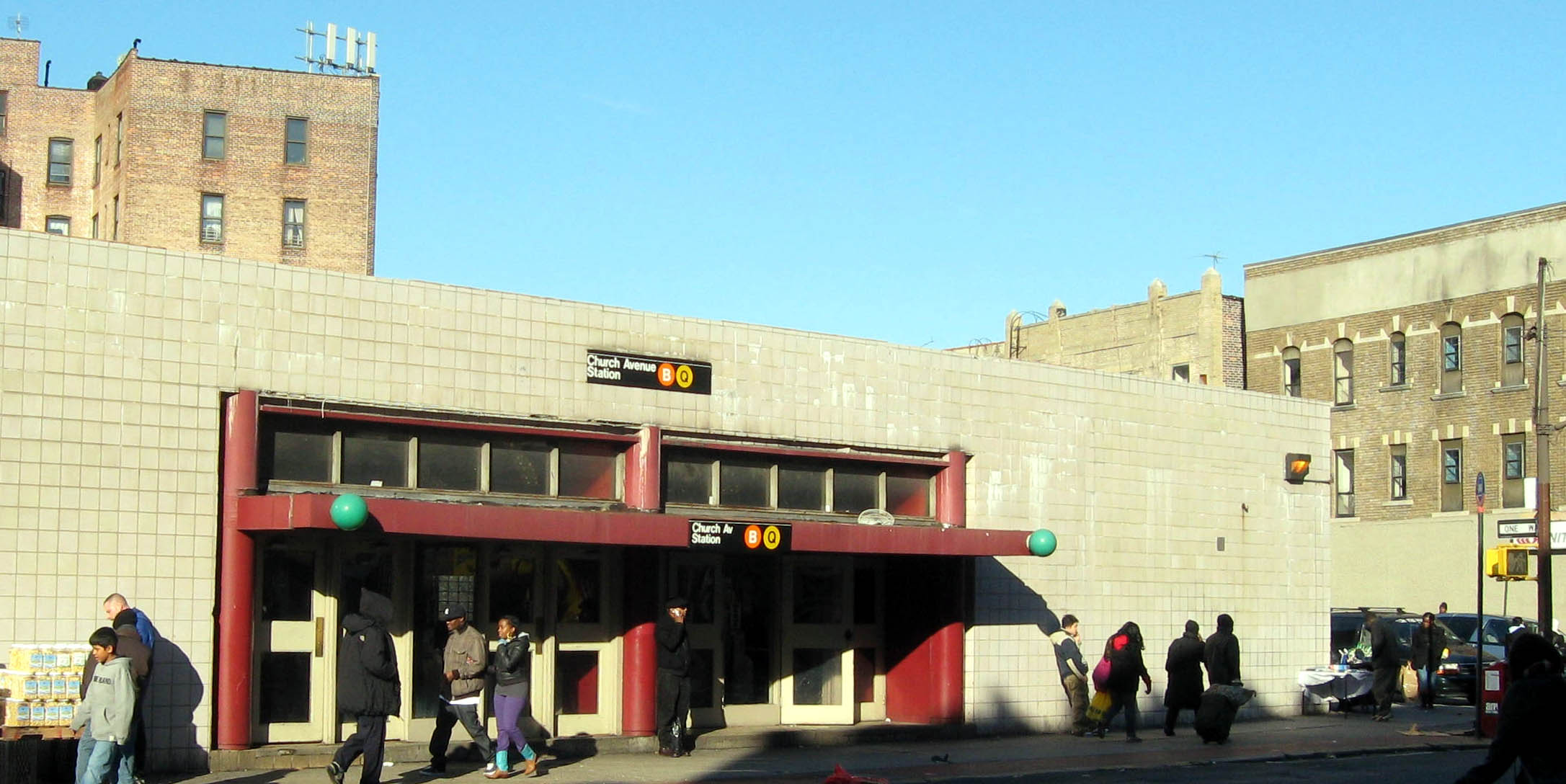
駅舎

島式ホーム2面4線の急行停車駅で、掘割に設けられた掘割駅となっている。なお、渡り線は一切設けられていない。

### 出口
いずれもホーム上の駅舎から通じている。
| 出口の位置                                                 | 数 | 接続ホーム |
| ---------------------------------------------------------- | -- | ---------- |
| 東18丁目とチャーチ・アベニュー交差点北西                   | 1  | 両ホーム   |
| セント・ポールズ・プレイスとキャトン・アベニュー交差点南東 | 1  | 両ホーム   |